# Ciudad Nezahualcóyotl
Ciudad Nezahualcóyotl è una città del Messico situata nello Stato del Messico, capoluogo del comune di Nezahualcóyotl. Il nome è un omaggio a Acolmiztli Nezahualcóyotl.